# Палата депутатов (Франция)

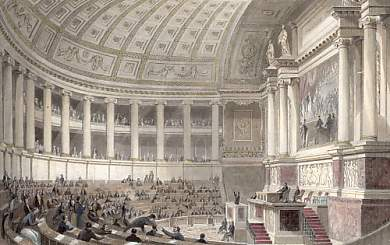
Палата депутатов Франции в Бурбонском дворце (1841 год)

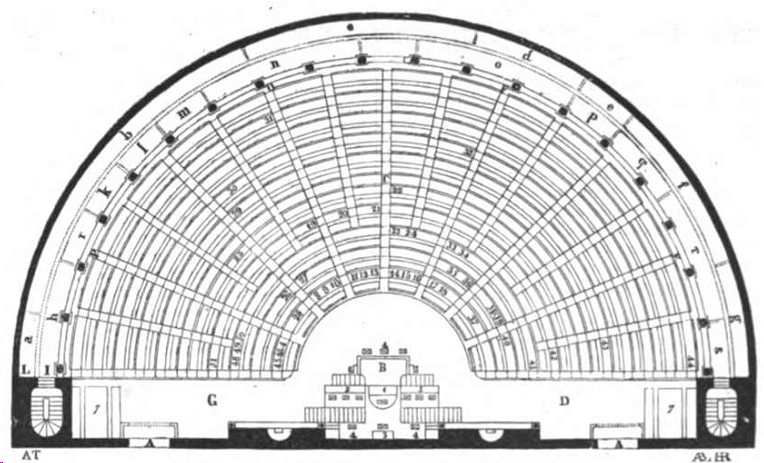
Поэтажный план конференц-зала Палаты депутатов (1843 год)

Палата депутатов (фр. Chambre des députés) — орган законодательной власти во Франции в XIX и XX веках.
- 1814—1848 — во время Реставрации Бурбонов и Июльской монархии, Палата депутатов была нижней палатой французского парламента, избираемой на основе избирательного ценза. В 1852 году, после свержения Июльской монархии и восстановления Империи, Палату депутатов сменил Законодательный корпус[1].
- 1875—1940 — во время Третьей Французской республики Палата депутатов была нижней палатой французского парламента, избираемым по двухтуровой системе всеобщим голосованием мужчин. После установления Четвёртой республики Палату депутатов сменило Национальное собрание[2].

## Реставрация Бурбонов
Созданная Хартией 1814 года и заменившая Законодательный корпус, существовавший во времена Первой Французской империи, Палата депутатов состояла из лиц, избранных путём голосования по цензу. Её роль заключалась в обсуждении законов и, что наиболее важно, в голосовании по налогам. Согласно Хартии, депутаты избирались на пять лет, с обновлением на одну пятую каждый год. Депутаты должны были быть в возрасте не менее 40 лет и платить одну тысячу франков прямых налогов.
Министры могли назначаться из числа депутатов, и это придавало кабинетам Реставрации легкий налёт парламентаризма и либерализма.
Во время Ста дней возвращения Наполеона I в 1815 году, в соответствии с положениями Дополнительного акта к конституциям Империи, Палата депутатов была ненадолго заменена Палатой представителей (фр. Chambre des représentants), которая была распущена после вступления войск коалиции в Париж 7 июля.
В период 1815—1816 годов тогдашняя палата под контролем ультрароялистов была прозвана «Несравненная палата».

## Июльская монархия

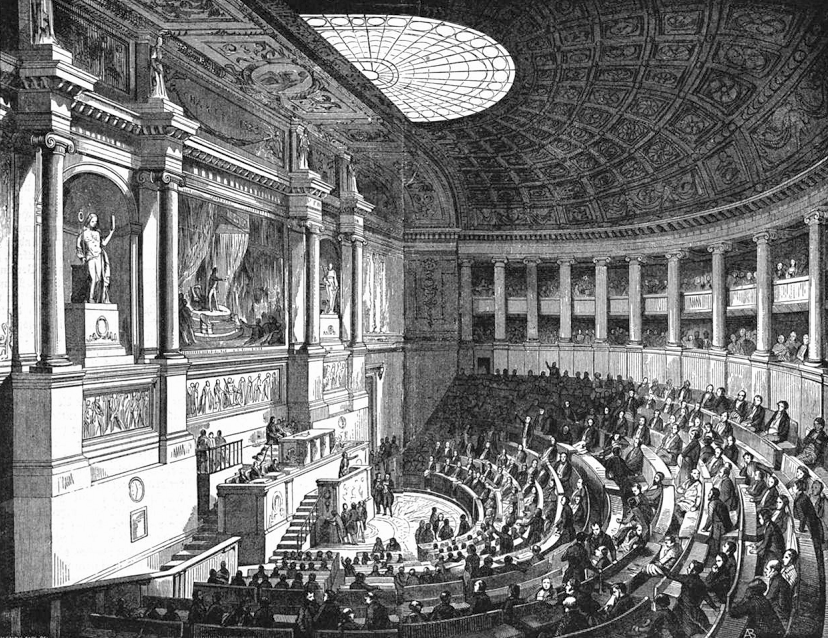
Конференц-зал Палаты депутатов 1843 года

Во время Июльской монархии (1830—1848) Палата депутатов в соответствии с Хартией 1830 года также избиралась путём голосования по цензу. Политическая жизнь Июльской монархии определялась расколом внутри Палаты депутатов между прогрессистами (считавшим Хартию отправной точкой) и консервативным крылом (отвергавшим любые дальнейшие изменения). Хотя обе партии обменивались властью на начальных этапах, к 1840 году консервативные депутаты, сплотившиеся вокруг Франсуа Гизо, захватили контроль над Палатой.
Депутаты избирались на пять лет, при этом минимальный возраст по сравнению с периодом Реставрации был снижен до 30 лет, а минимальная сумма уплаченных прямых налогов до 500 франков.
Король созывал палату каждый год и у него было право продлить парламентскую сессию или распустить палату, хотя в последнем случае он должен был созвать новую палату в течение трёх месяцев.

## Состав Палаты

### Королевство Франция (1815—1848)
Ниже приведён партийный состав Палаты депутатов Франции в 1815—1848 годах.
|  | Якобинцы | Разные левые | Республиканцы | Либералы | Партия движения | Третья партия | Доктринёры | Партия сопротивления | Орлеанисты | Бонапартисты | Ультрароялисты / Легитимисты |

| 40 | 510 | 80 |

| 50 | 350 |

| 20 | 10 | 136 | 92 |

| 80 | 194 | 160 |

| 17 | 413 |

| 170 | 260 |

| 274 | 282 |

| 73 | 282 | 104 |

| 75 | 50 | 320 | 15 |

| 19 | 142 | 56 | 64 | 168 | 15 |

| 240 | 199 | 20 |

| 193 | 266 |

| 168 | 290 |

### Третья республика (1870—1940)
Ниже приведён партийный состав Палаты депутатов Третьей французской республики (1870—1940).
|  | ППЕ | ФКП | СФИО | Левые | РС | НС / РСП | РЛ / НР | Радикалы | Левоцентристы | УР / ДА | Другие | Нез. | НДП | ПР | КМ / Правый центр | Бонапартисты | Орлеанисты | РФ | НЛД | Клерикалы | Легитимисты / Монархисты / Правые | Националисты / Ультраправые |

| 38 | 112 | 72 | 20 | 214 | 182 |

| 27 | 98 | 193 | 48 | 15 | 22 | 76 | 40 | 15 | 24 |

| 27 | 73 | 147 | 66 | 3 | 111 | 38 | 56 |

| 48 | 1 | 47 | 170 | 157 | 44 | 8 | 44 | 38 |

| 60 | 40 | 200 | 83 | 65 | 63 | 73 |

| 57 | 13 | 69 | 214 | 14 | 3 | 169 | 37 |

| 67 | 41 | 99 | 242 | 30 | 27 | 61 | 14 |

| 97 | 55 | 86 | 232 | 5 | 53 | 39 | 14 |

| 43 | 104 | 129 | 62 | 127 | 89 | 35 |

| 54 | 20 | 132 | 115 | 90 | 66 | 78 | 30 |

| 75 | 24 | 261 | 1 | 66 | 30 | 131 | 7 |

| 5 | 102 | 22 | 192 | 66 | 77 | 50 | 88 |

| 68 | 26 | 86 | 107 | 21 | 29 | 183 |

| 26 | 104 | 44 | 139 | 123 | 29 | 116 |

| 11 | 102 | 60 | 125 | 180 | 24 | 100 |

| 9 | 10 | 132 | 43 | 160 | 121 | 49 | 83 |

| 6 | 72 | 149 | 44 | 115 | 82 | 42 | 100 |